# Cucina belga
La cucina belga è molto influenzata dalla cucina francese e, durante gli ultimi anni, anche da altre cucine internazionali e mondiali. Si dice spesso che i belgi vivono in una nazione di Gourmands (francese), o di Bourgondiërs (olandese): il termine deriva dai duchi di Borgogna, la cui corte fu conosciuta per il suo gran lusso e ricchezza, e per i suoi pasti abbondanti.
Il Belgio conta tante stelle Michelin per abitante quante la Francia.

## Caratteristiche principali
I belgi di solito mangiano tre volte al giorno: una prima colazione, un pranzo e una cena.
In cucina si utilizzano di preferenza prodotti regionali e ingredienti tipici della stagione. Per questo, si vede la notevole differenza in una cucina nazionale per un paese tanto piccolo. Per esempio, piatti di pescato e ricette con mitili predominano i menù nella costa belga, mentre si utilizza la caccia nelle zone interne. Sia i fiamminghi così come i valloni hanno sviluppato le proprie ricette regionali.
Il belga Charles de l’Écluse (1526-1609), anche conosciuto con il nome di Carolus Clusius, scrisse una carta importante sulla dispersione della patata in Belgio e nel resto d'Europa. Dalla sua introduzione, la patata costituisce il prodotto più importante nella cucina rurale belga. Altri prodotti utilizzati nella cucina sono l'anguilla, gamberetti del Mare del Nord, mitili, cacciagione, prosciutto, indivia bianca e frutta come pere, fragole, mele, ecc. I supermercati offrono una grande selezione di alimenti di qualità elevata e fina.
Un detto dice che in Belgio si serve la quantità di cibo della Germania e la qualità della cucina francese. Ciò rappresenta anche il suo stile di Gourmands Bourgondiërs.

## Cucina tradizionale
Dato che il Belgio è un paese bilingue, si parla francese e olandese, i nomi dei piatti possono essere scritti nelle due lingue nel menù dei ristoranti. I ristoranti servono un menù vario e ricco di verdure con carne o pesce.

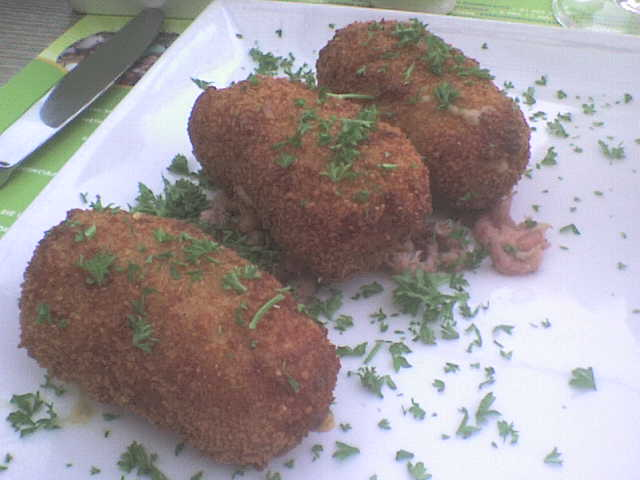
Crocchette di gamberetti.

### Antipasti
- Asperges op z'n Vlaams (olandese) o espárragos a la flamenca sono asparagi cotti, serviti con uova sode tritate, una salsa a base di burro fuso e a volte con gamberetti e prezzemolo tritato.
- Garnaalkroketten (olandese) o croquettes aux crevettes (francese): crocchette di gamberetti, spesso servito con prezzemolo fritto in olio.
- Perziken met tonijn (olandese) o pêches au thon (francese): pesche ripiene di tonno e maionese.[1]
- Tomaat crevette (olandese) o tomate aux crevettes (francese): pomodori ripieni di gamberetti.
- Soep (olandese) o potage (francese): le zuppe calde giocano tradizionalmente un ruolo importante nella cucina belga. Ciò soprattutto in autunno e in inverno. È un antipasto tipico nei menù o nei piatti del giorno, i dagschotels (olandesi) a mezzogiorno nei ristoranti fiamminghi.

### Primi piatti

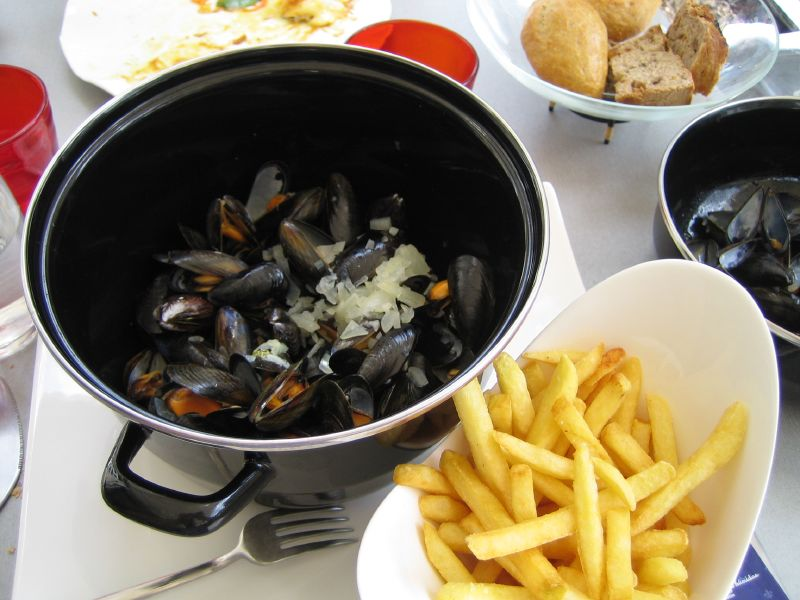
Mitili e patatine fritte

- Hutsepot (olandese) è un piatto tipico fiammingo che si prepara in una casseruola nella quale si fanno stufare gli ingredienti (principalmente patate, carote, cipolle e porri) a fuoco lento, con pancetta, salsiccia o costolette. A volte si aggiungono anche cavoletti di Bruxelles o fagioli verdi.
- Alcuni piatti consistono semplicemente in un pezzo di carne con stoemp (olandese), una purea di patate e verdure con alcune aggiunte alla ricetta che dipendono dalla regione, come per esempio salsiccia.
- Konijn met pruimen (olandese) si prepara con coniglio, prugne, birra (per la salsa), dado, cipolle, alloro, timo, sale e pepe.
- Stoofvlees (olandese) o carbonade flamende (francese): stufato, preparato con carne di vitello alla brace speziato con differenti erbe aromatiche come alloro e timo, e accompagnato da cipolle, zucchero, aceto e birra, simile al boeuf bourguignon (francese) però preparato con la birra al posto del vino rosso.
- Witloof in de oven (olandese) o chicons au gratin (francese): rotoli di indivia bianca in prosciutto cucinati in una salsa bechamel con formaggio. Si spolvera il formaggio e si prepara in un forno.
- Mosselen met frieten (olandese) o Moules-frites (francese): un piatto semplice composto da mitili cotti (con aglio, cipolla, carota e prezzemolo) al vapore. Di solito si mangia il piatto con patatine fritte e si accompagna tradizionalmente con una birra. La quantità di mitili servita generalmente nei ristoranti belgi è generalmente di un chilo e mezzo per persona (con la conchiglia); e si serve ad ogni commensale in una pentola di cottura.Un waterzooi tipico della cucina belga.

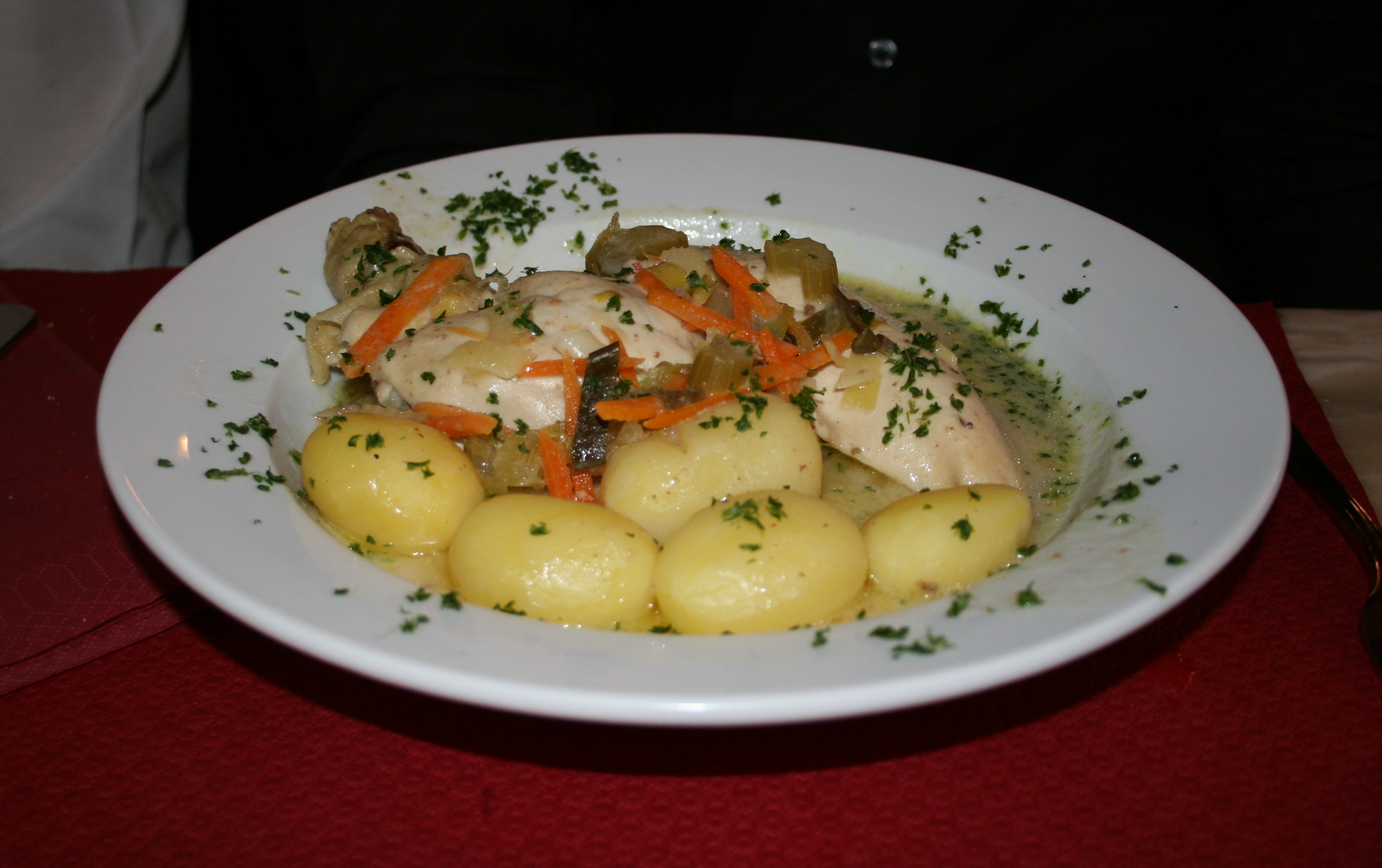
Un waterzooi tipico della cucina belga.

- Waterzooi (olandese) è un piatto tipico della città di Gand. Il Gentse Waterzooi è una zuppa cremosa preparata con pollo o pesce, verdure (cipolla, carote, porri), crema e patate. Di solito si serve con il pane.
- Paling in't groen (olandese) o anguilles au vert (francese) è un piatto con anguille in una salsa verde preparata con spinaci, cerfoglio e limone. Si accompagna sia con le patatine fritte sia con il pane. Di solito si serve questo piatto caldo, ma lo si può anche servire freddo.

### Dessert

#### Gaufre

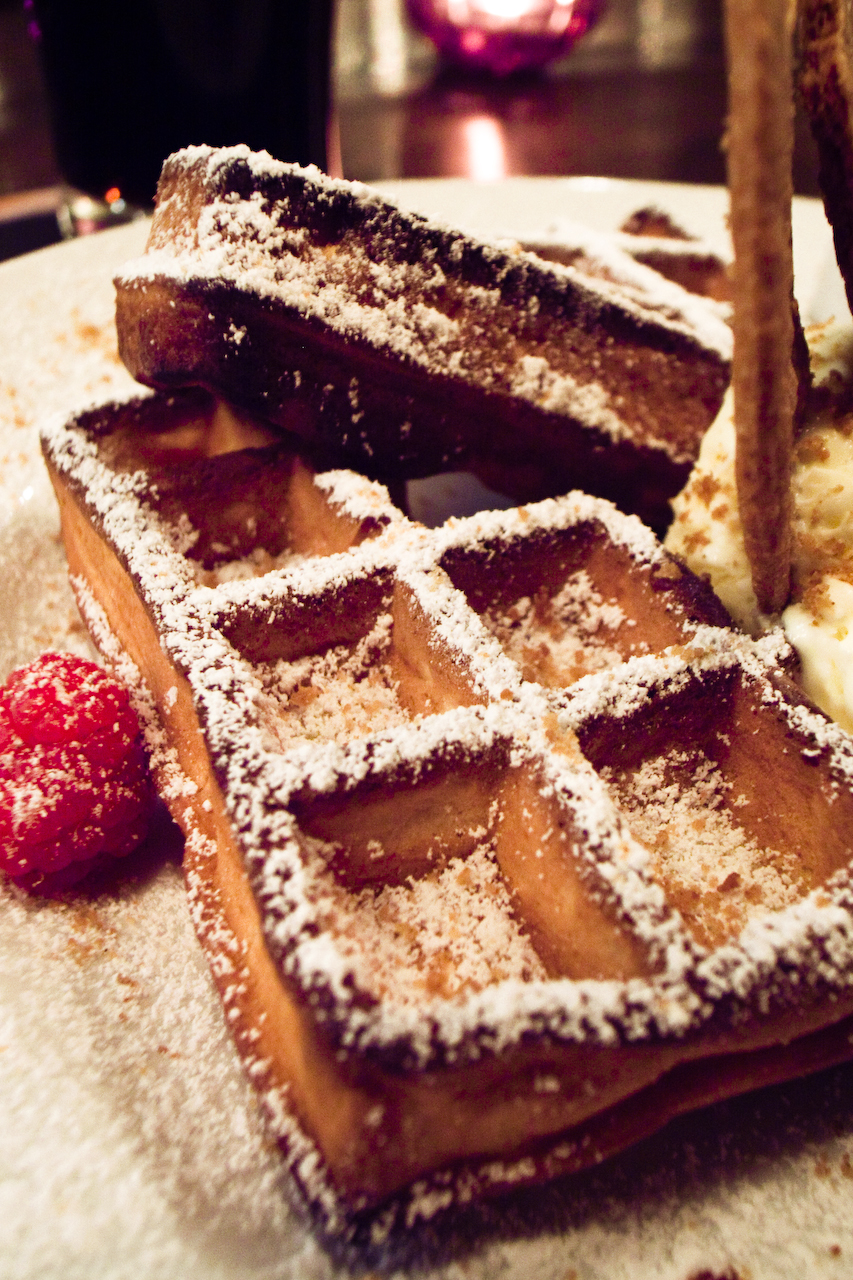
Gaufre di Bruxelles

La gaufre di Bruxelles è un dessert belga con fama internazionale, conosciuto spesso con il nome di Belgian Waffle (in inglese). La gaufre è riconosciuta come prodotto belga tra le altre cose dal New York World's Fair nel 1964 e dall'Expo 2005 in Giappone.
La caratteristica della gaufre di Bruxelles è la sua dimensione, la sua forma rettangolare e le sue profondi e grandi tacche. Inoltre, è un dolce abbastanza leggero. La gaufre di Bruxelles si serve calda, spolverata con zucchero o con una crema.
Le gaufre di Bruxelles si preparano con farina, lievito, zucchero di canna, latte, acqua, burro, sale e albumi montati a neve.
La gaufre di Liegi è un dessert belga che deve il suo nome alla città belga di Liegi (in francese: Liège).
In generale, la gaufre di Liegi è molto più piccola, dolce e densa della gaufre di Bruxelles, anche perché si aggiungono cristalli di zucchero. Dato che queste gaufre sono già dolci, non si suol spolverarle con glassa, zucchero o altre decorazioni, anche se è possibile dare sapore con vaniglia o cannella. A volte si servono condimenti come frutta, burro fuso e cioccolata.

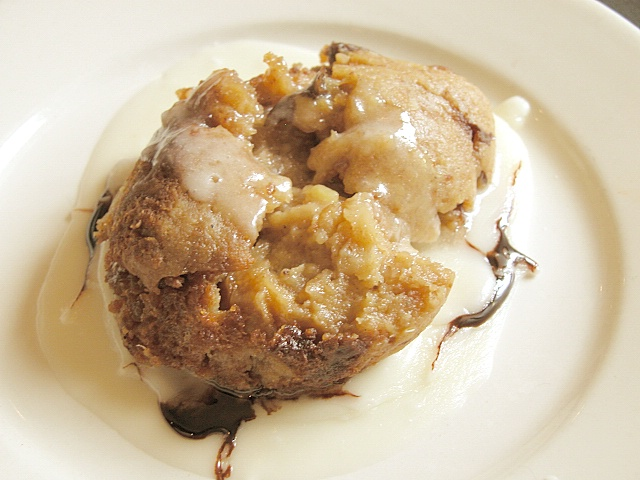
Pudding di pane con salsa di whisky e vaniglia.
Budín de pan con salsa de whisky y vainilla.

#### Pudding di pane
Il pudding, flan o torta di pane, è una specialità belga che probabilmente ha le sue origini nel Medioevo.
Si prepara usando pane duro (normalmente degli avanzi), burro, latte, uova, zucchero o melassa, spezie (come cannella, noce moscata, chiodi o vaniglia) e frutta secca. Il pane si pone in ammollo (spesso tutta la notte), si spreme fino a seccarlo e si mescola con gli altri ingredienti. Il composto si pone in uno stampo e inforna a 180 °C.
Si può servire con una salsa dolce di tutti i tipi, come salsa al whisky, al rum o al caramello, però spesso si spolvera con zucchero e si serve freddo in quadrati o a fette.

#### Torta di riso

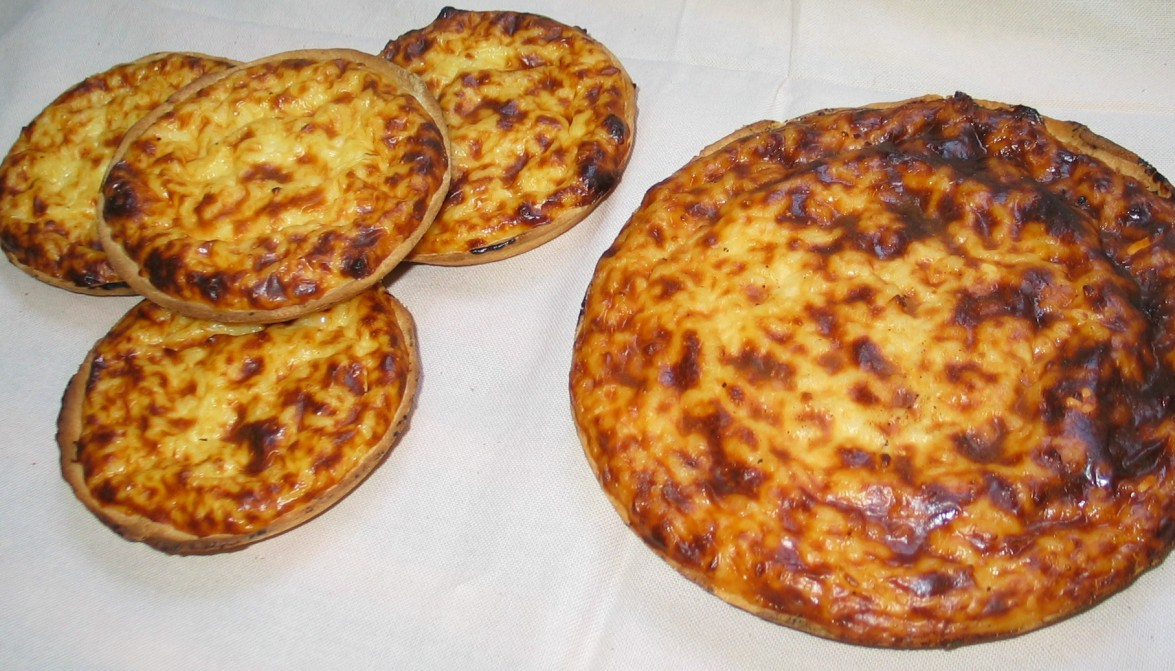
Torta di riso

La torta di riso è un tipico dessert che si degusta molto nella regione del Mosa e del Reno vicino alla frontiera tra Belgio, Paesi Bassi e Germania. Esistono differenti ricette per la torta di riso, anche se i suoi creatori pretendono che si prepari l'unica e vera torta.
Il dessert si compone di due parti, ovvero il fondo e il ripieno. Queste due parti si preparano separatamente. Il fondo consiste in una pasta sfoglia e il ripieno si prepara con riso, zucchero, farina, vanillina, latte e uova. Spesso si aggiunge burro o gocce di cioccolato sul dessert.

## Verdure e contorni
I contorni più consumati sono i famosissimi cavolini di Bruxelles e le patate.
Tra le verdure, oltre ai già citati cavolini di Bruxelles, spicca l'indivia, spesso gratinata. Un piatto conosciuto sono gli asparagi à la flamande.
Largamente utilizzata in cucina è la cipolla, e lo scalogno che danno ai piatti un gusto particolarmente delicato.

## Patatine fritte
Orgoglio dei Belgi sono le loro patatine fritte ("frieten" o "frites"), per le quali esiste una sorta di venerazione. Molto comuni sono i chioschi in strada, nelle stazioni ecc. chiamati "frituur" nelle Fiandre e "friterie" in Vallonia.

## Dolci

### Cialde e frittelle

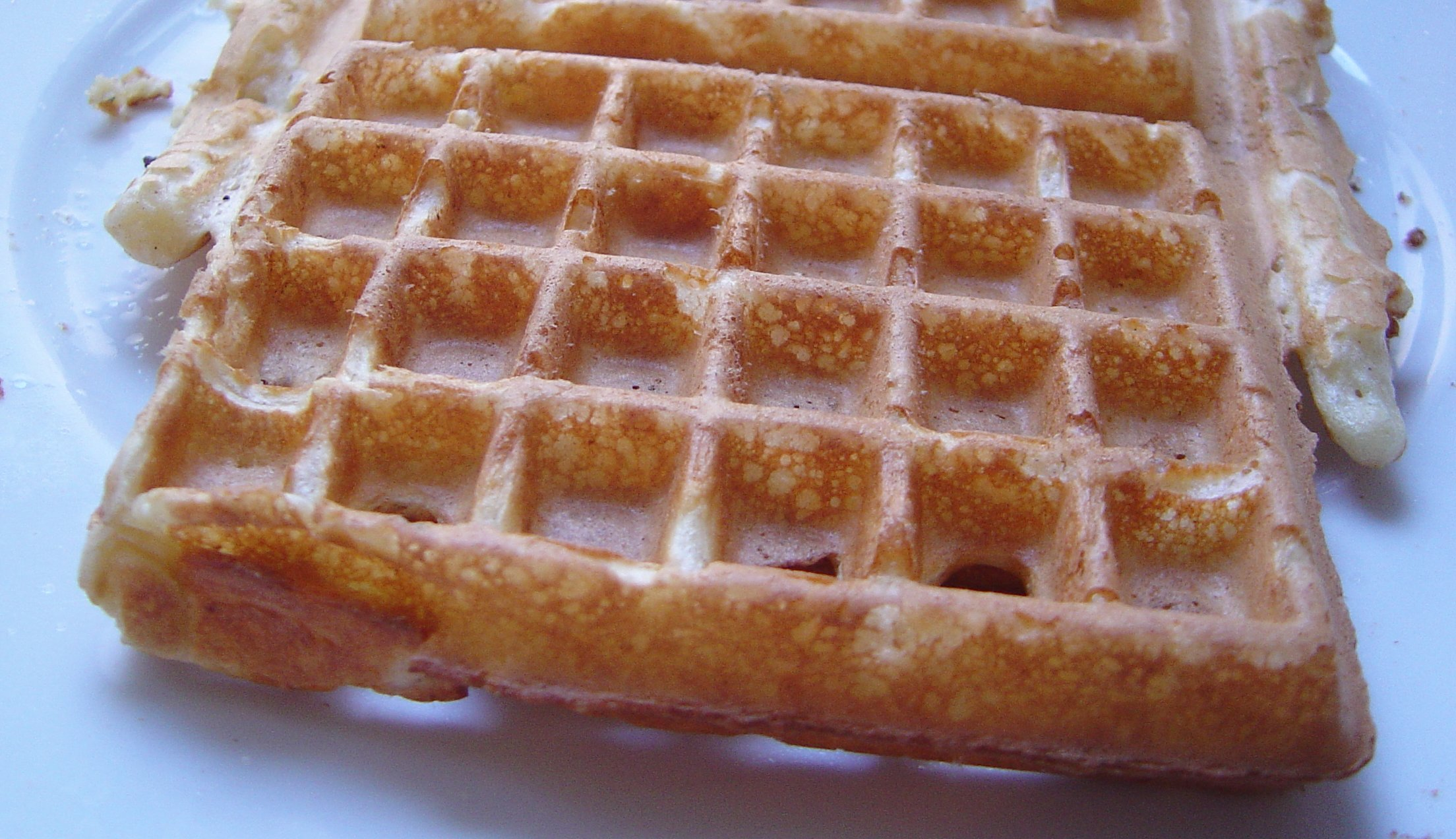
Un tipico wafel

Tipici della tradizione del paese sono i dolci fritti e alla piastra, spesso consumati per strada.
Oltre alle classiche frittelle, troviamo le smoutebollen, le gauffres (o wafels), morbide cialde guarnite con panna, cioccolato fuso, marmellata o semplice zucchero. 
Anche le crêpes, servite con zucchero scuro, cioccolato fuso, gelato o marmellata, sono considerate un piatto nazionale.

### Cioccolato

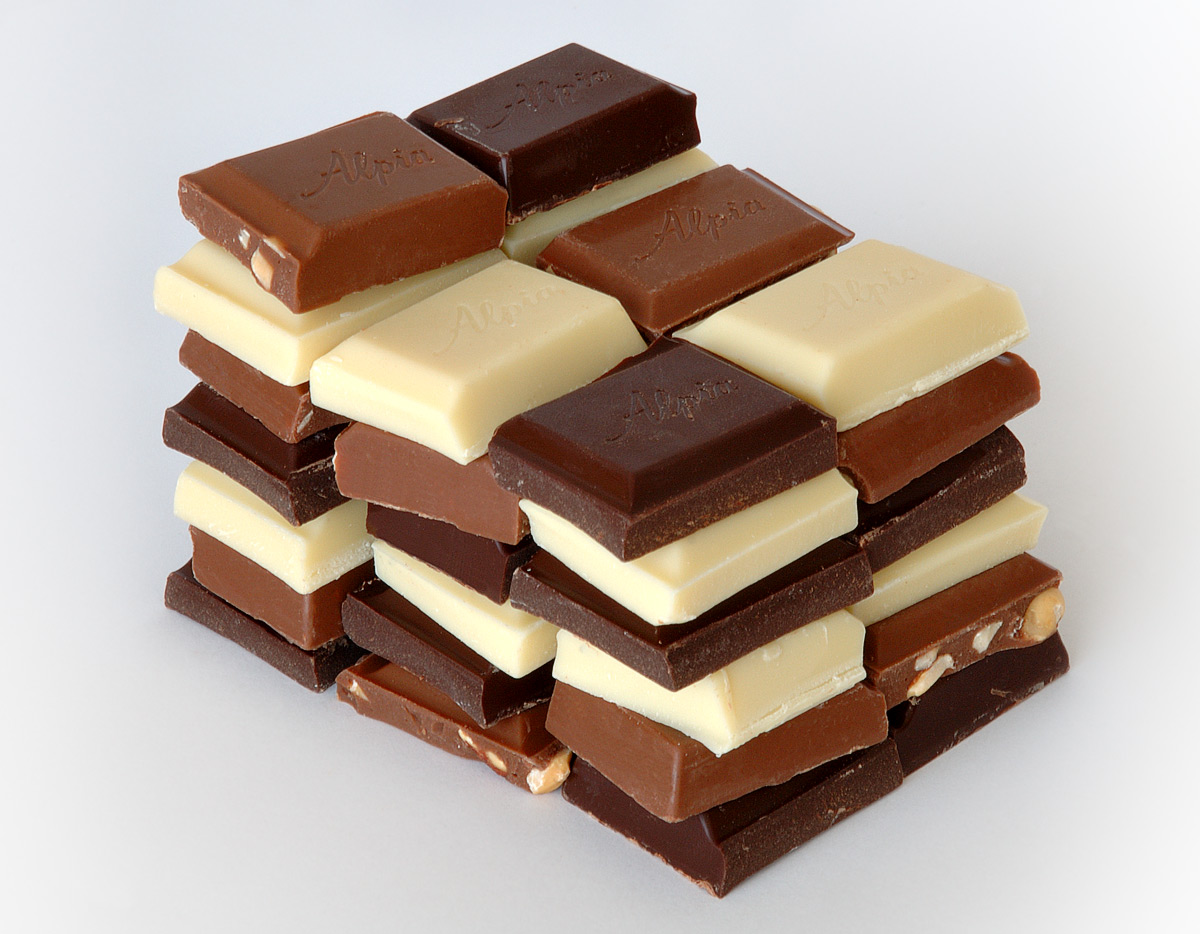

Assieme alla Svizzera e all'Italia, il Belgio è la nazione con la più solida tradizione cioccolatiera al mondo; nel paese sono presenti oltre 2000 negozi specializzati nella vendita di questo prodotto e marche belghe come Neuhaus, Côte d'Or, Leonidas e Godiva sono rinomate e apprezzate ovunque.
Va al Belgio anche il merito di aver inventato le cosiddette praline, cioccolatini dal guscio croccante e dal ripieno morbido, ma sono diffusi anche i cioccolatini e le classiche tavolette. Come ripieno sono impiegati spesso pistacchi, nocciole, creme o frutta.

### Dolci da forno e biscotti
Tipici del Belgio sono il gracht brood, un dolce cotto al forno e rifinito con zucchero caramellato e gli speculoos, biscotti dolci e croccanti alla cannella.

## Formaggi
Fra i formaggi tradizionali molti sono comuni alla Francia settentrionale ed ai Paesi Bassi, ad esempio la mimolette.
Il fromage blanc è invece un formaggio fresco dal sapore neutro ma buonissimo sia per ricette salate sia per essere gustato dolce, anche con il solo zucchero.

## Alcolici

### Birra

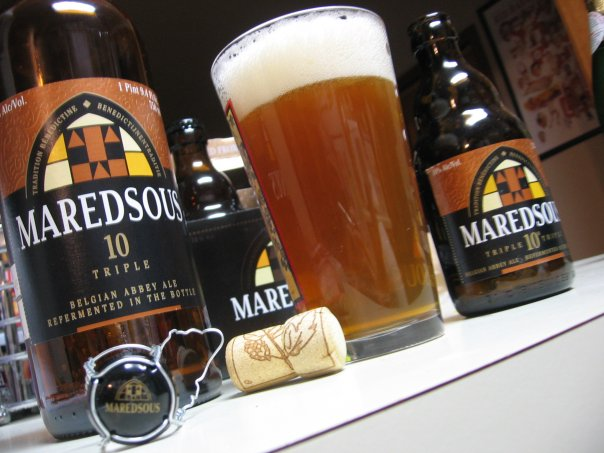

La bevanda alcolica più diffusa è la birra (ve ne sono 600 differenti tipi), la quale spesso è impiegata nella preparazione di molte ricette a base di carne e pesce come lo è il vino in altri paesi.
La maggior parte della birra consumata nel paese consiste di lager commerciali come Jupiler, Maes o Stella Artois, ma sono anche diffuse ales sempre commerciali ma più vicine alla tradizione belga, come Leffe, Grimbergen, Hoegaarden, Affligem, tutte comunque appartenenti a grandi gruppi industriali.

### Vino
La produzione di vino è molto scarsa, ed il Belgio ne ricava molto dalla Francia.

## Alcune ricette
- Bistecca alla tartara;
- Carbonade flamande;
- Gaufre;
- Moules-frites;
- Smoutebollen;
- Potjevleesch;
- Speculoos;
- Suikerbrood;
- Tarte au sucre
- Waterzooi.